# Осмёркин, Александр Александрович
Александр Александрович Осмёркин (26 ноября [8 декабря] 1892, Елисаветград — 25 июня 1953, Москва) — русский и советский художник и педагог, участник художественной группы «Бубновый валет», профессор живописи и руководитель персональной мастерской Ленинградского института живописи, скульптуры и архитектуры имени И. Е. Репина.

## Биография

### Детство и учёба

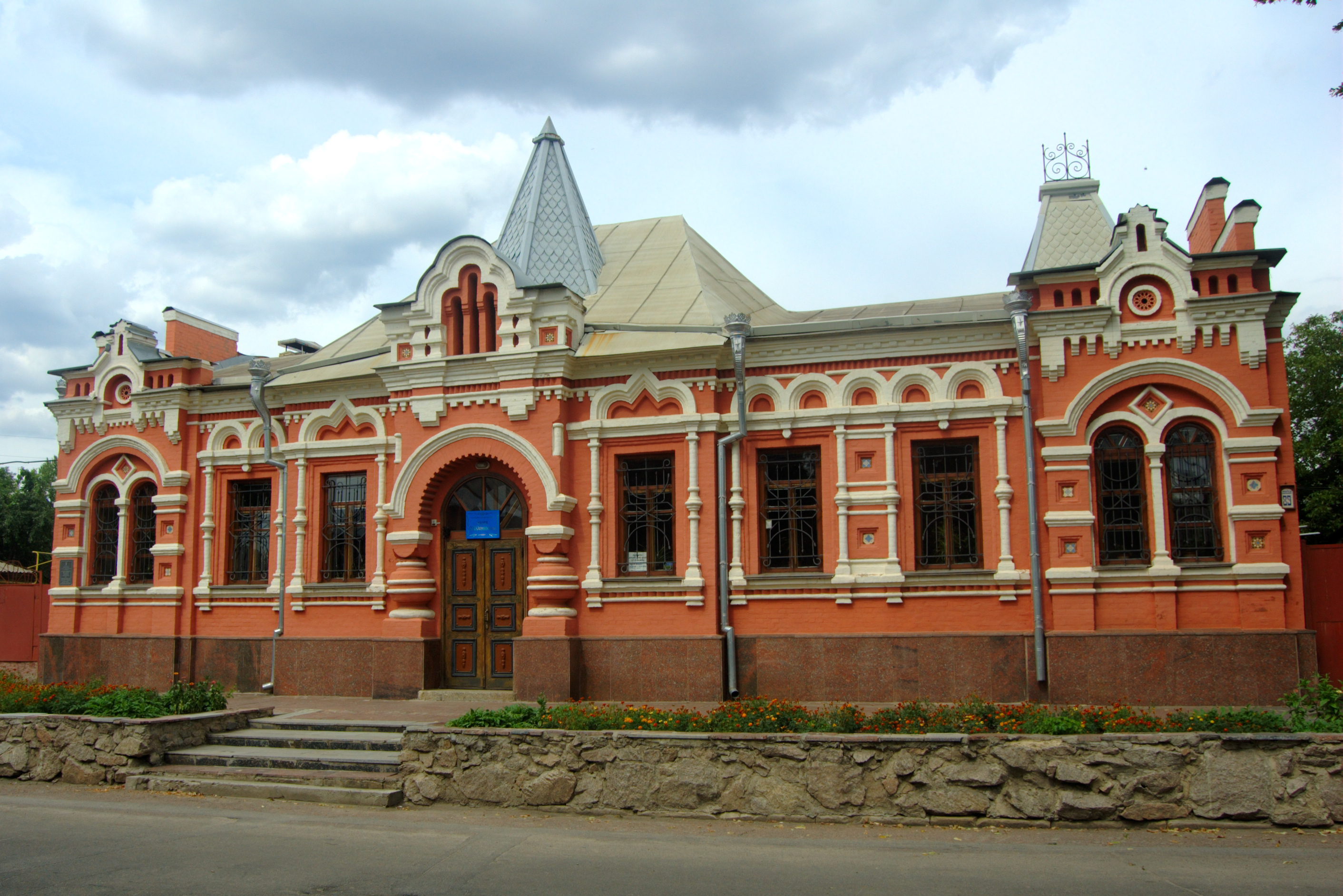
Дом (архитектор Я. В. Паученко) в Елисаветграде, где прошли детские годы Александра Осмёркина.

Александр Александрович Осмёркин родился 8 декабря 1892 года в городе Елисаветград (современный — Кропивницкий), в семье служащего почтово-телеграфной конторы. Родной племянник архитектора Якова Васильевича Паученко.
Первым наставником был художник-передвижник Ф. Козачинский, преподававший в рисовальных классах при Елисаветградском земском реальном училище.
В 1910 году поступил в Рисовальную школу Общества поощрения художеств (класс Николая Рериха) в Санкт-Петербурге, где учился год.
В 1911 году поступил в Киевское художественное училище.
В 1913 году переехал в Москву, поступил в школу Ильи Машкова.
Был призван в армию, окончил Чугуевское военное училище в чине прапорщика.

### Творчество
С 1914 года участвовал в выставках «Бубнового валета» — группы московских живописцев, которых именовали «русскими сезанистами». Судьба художника с тех пор была связана с Москвой и Петроградом. В круг его знакомых входили А. Ахматова, С. Есенин, П. Кончаловский, А. Лентулов, О. Мандельштам, Н. Нисс-Гольдман, А. Нюренберг, Н. Удальцова.

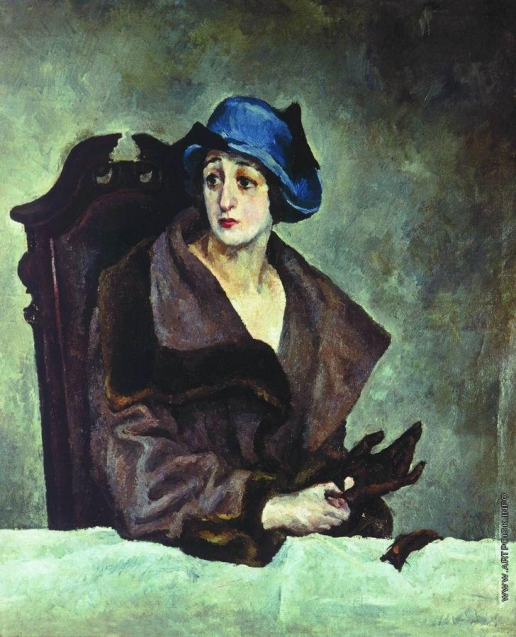
«Портрет неизвестной», 1910 г. Третьяковская галерея, Москва, Россия.
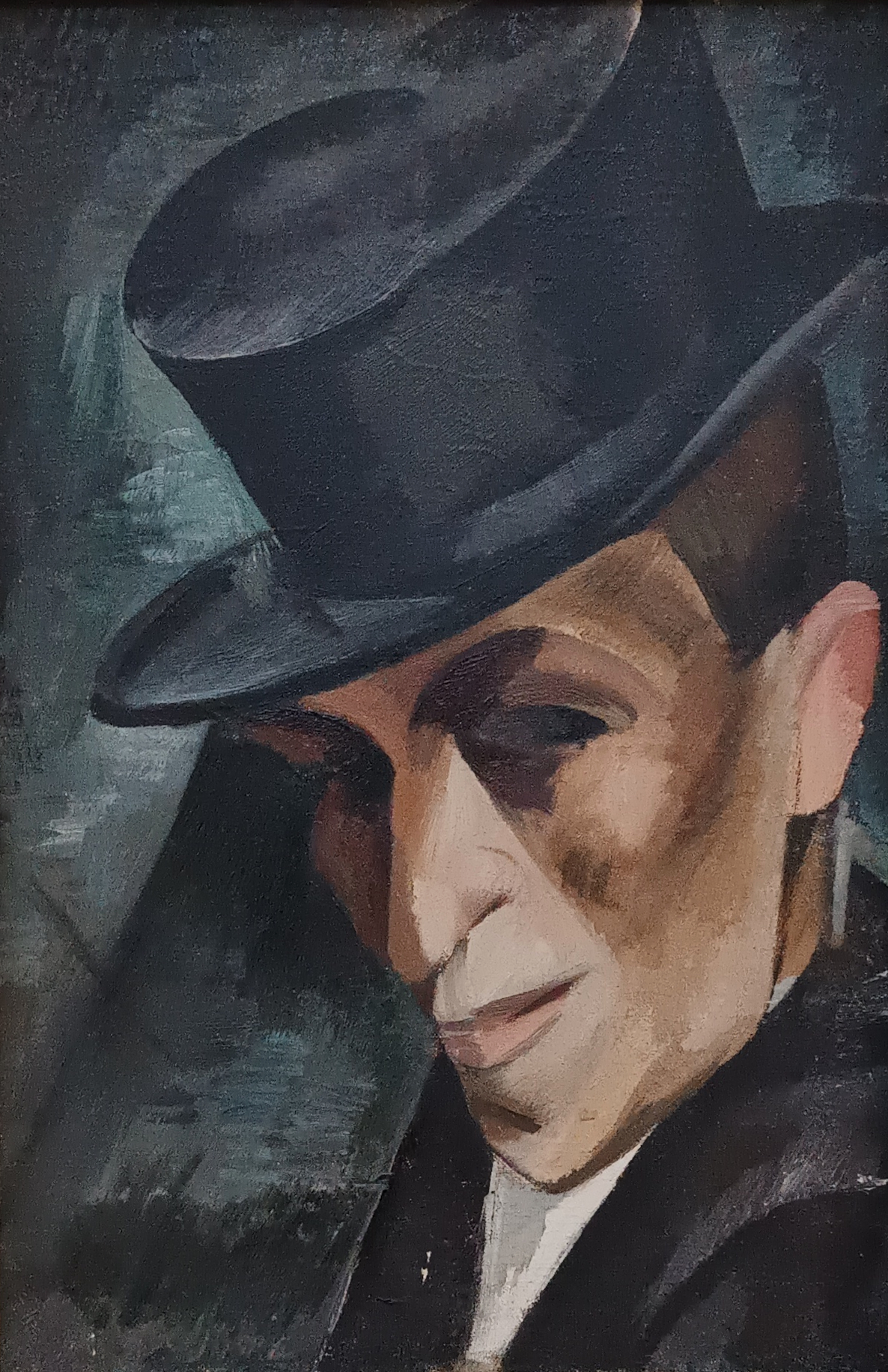
«Портрет неизвестного в цилиндре», 1915 г. Национальный музей искусств имени Гапара Айтиева, Бишкек, Кыргызстан.
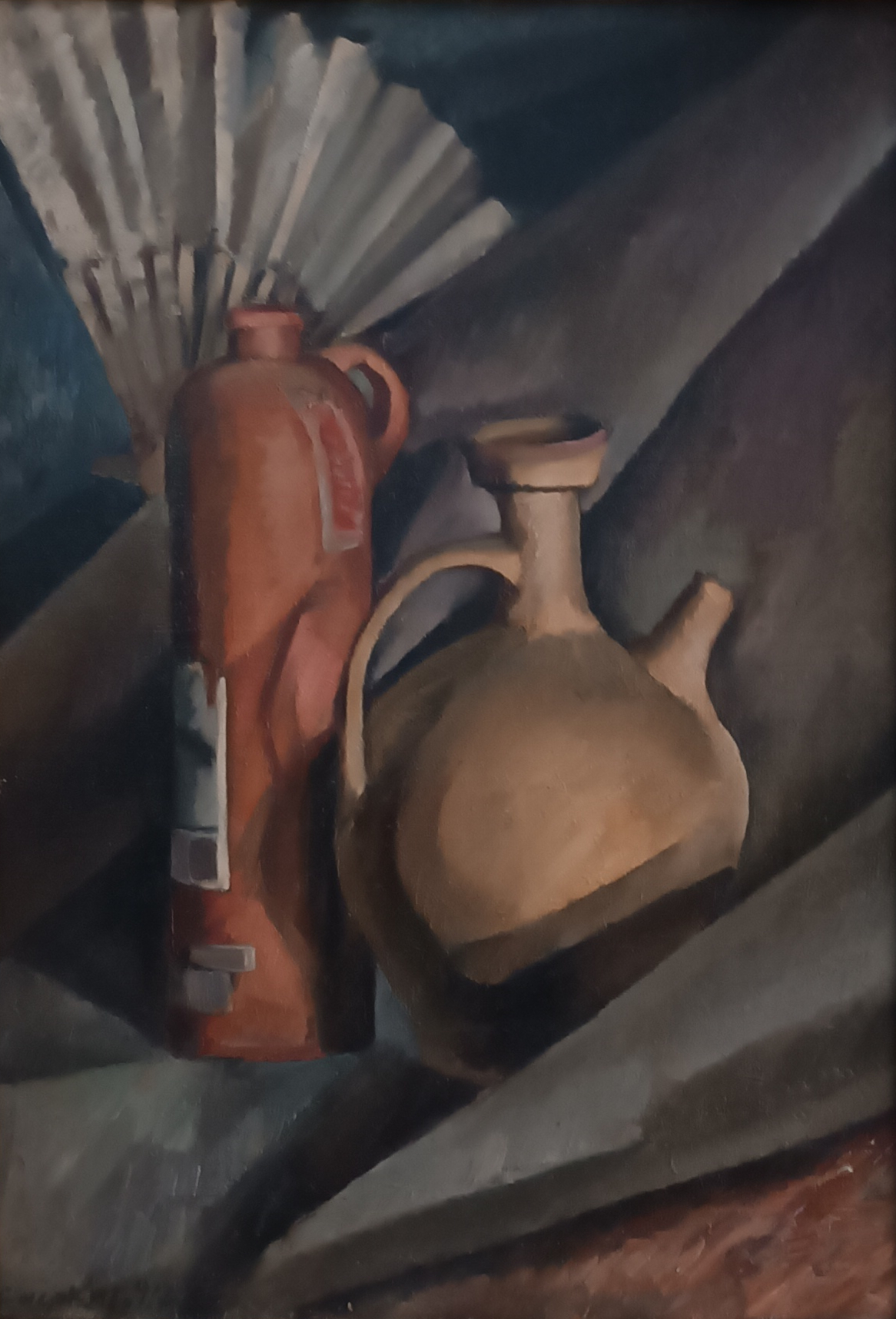
«Натюрморт с веером», 1917 г. Национальный музей искусств имени Гапара Айтиева, Бишкек, Кыргызстан.
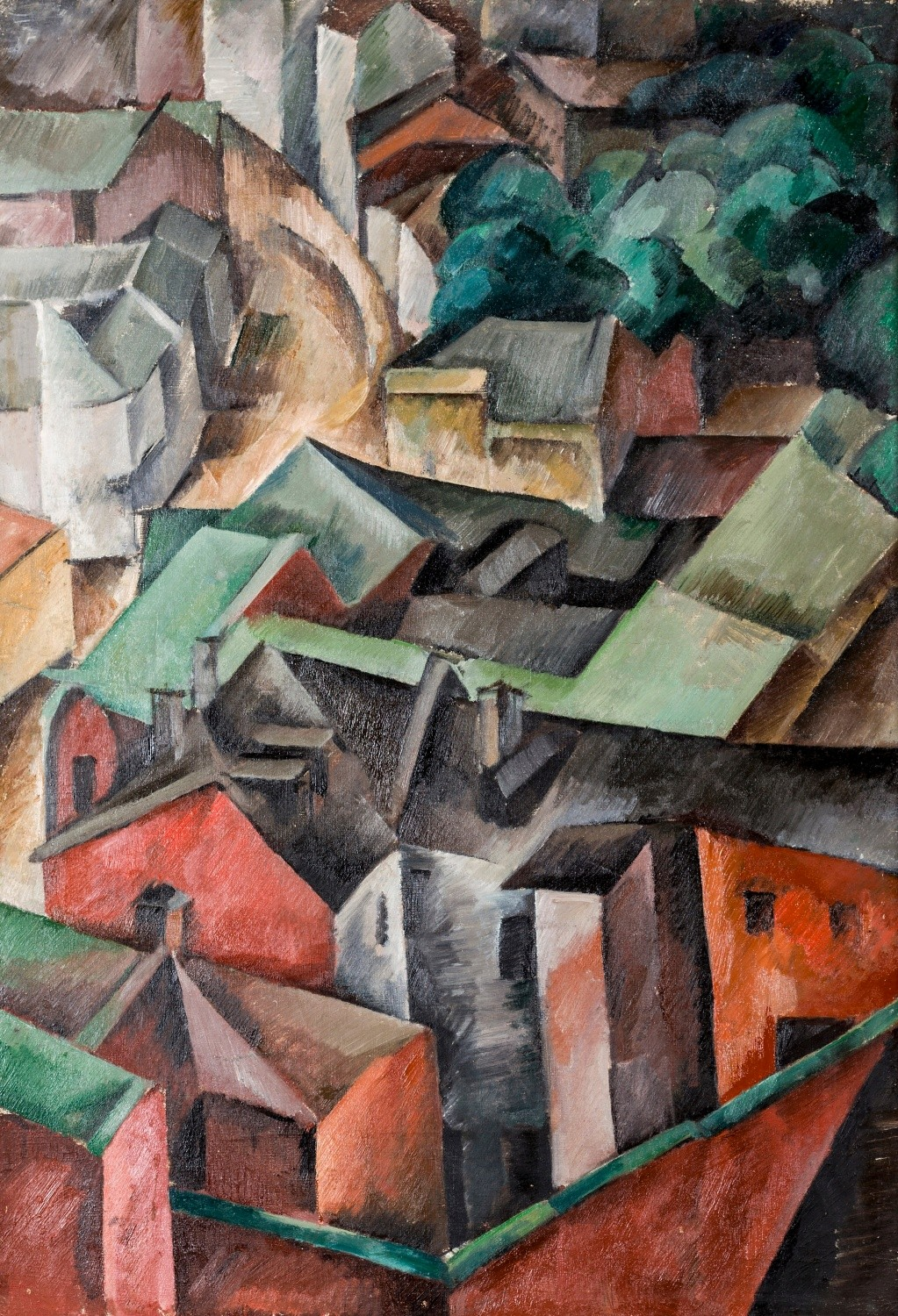
«Пейзаж», 1917 г. Ростовский кремль, Ростов Великий, Россия.

### Преподавательская деятельность
Активно работал как педагог:
- заочные курсы рисования;
- с 1918 — Государственные свободные художественные мастерские, ассистент у П. П. Кончаловского;
- с 1920 — Высшие художественно-технические мастерские (ВХУТЕМАС);
- ВХУТЕИН;
- Ленинградская Академия художеств;
- Московский художественный институт имени В. И. Сурикова.

#### Ученики
- Абдуллаев Абдулхак Аксакалович (1918—2001)
- Августович Алексей Иванович (1914—1995)
- Антипова Евгения Петровна (1917—2009)
- Асламазян Ерануи Аршаковна (1909—1998)
- Байкова Евгения Васильевна (1907—1997)
- Богаевская Ольга Борисовна (1915—2000)
- Булгакова Матильда Михайловна (1919—1998)
- Гаврилов Владимир Николаевич (1923—1970)
- Годлевский Иван Иванович (1908—1998)
- Гуляев Александр Георгиевич (1917—1995)
- Зайцев Евгений Алексеевич (1908—1992)
- Иванов Виктор Иванович (р. 1924)
- Иванов-Радкевич Михаил Павлович (1901—1990)
- Колозян Бабкен Адамович (1909—1994)
- Любимова Вера Александровна (1918—2010)
- Маркин Сергей Иванович (1903—1942)
- Моисеенко Евсей Евсеевич (1916—1988)
- Орехов Лев Николаевич (1913—1992)
- Осипов Сергей Иванович (1915—1985)
- Павловский Генрих Васильевич (1907—1973)
- Пен Варлен (1916—1990)
- Пермякова, Ольга Андреевна (1901—1936)
- Пономарёв Николай Афанасьевич (1918—1997)
- Пустовойтов Фёдор Степанович (1912—1989)
- Тетерин Виктор Кузьмич (1922—1991)
- Савинов Глеб Александрович (1915—2000)
- Скуинь Елена Петровна (1908—1986)
- Тихомиров Александр Дмитриевич (1916—1995)
- Токарев Вячеслав Васильевич (1917—2001)
- Чирков Антон Николаевич (1902—1946)

### Обвинение и смерть
В 1947 году Александр Осмёркин был вынужден отказаться от активной преподавательской деятельности и участия в выставках в связи с выдвинутым против него обвинением в формализме и пропаганде западных веяний.

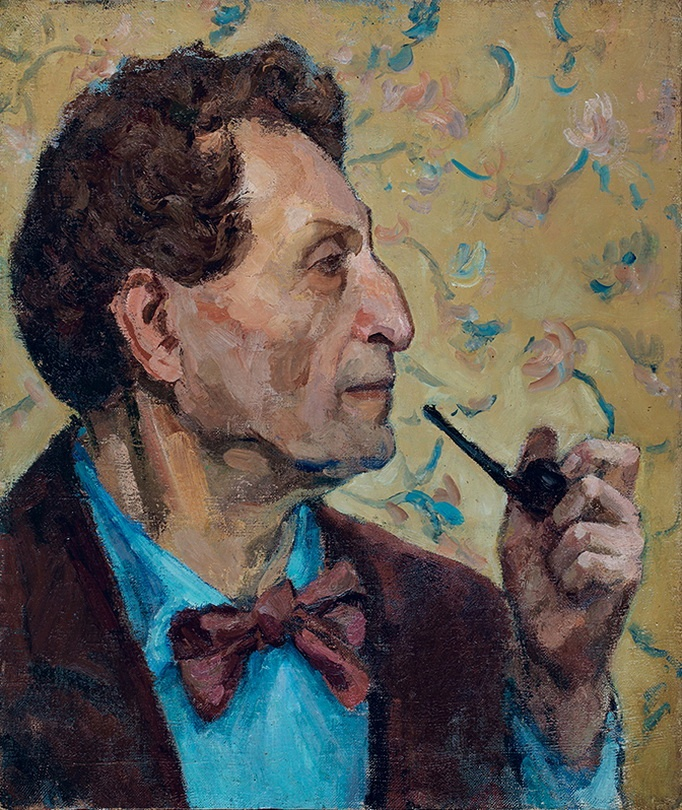
«Автопортрет», 1941-1947 гг.
Собрание Романа Бабичева.

Скончался 25 июня 1953 года в Москве. Похоронен на Ваганьковском кладбище, участок 23.

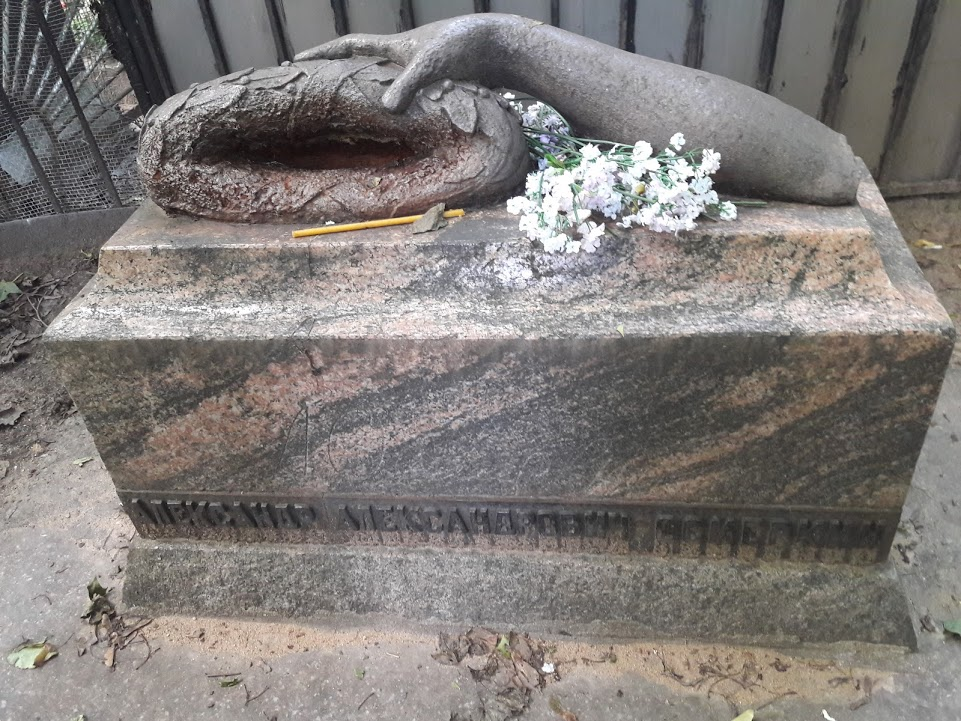
Могила Александра Осмёркина на Ваганьковском кладбище в Москве.

## Семья
- Первая жена (с 1918 года) — Екатерина Тимофеевна Баркова (1897-1991), племянница Сергея Рахманинова. Жила долгое время в мастерской художника на антресолях и воспитывала его дочерей от второго брака. Три великолепных портрета Барковой кисти Осьмеркина находятся в Третьяковской галерее в Москве и Русском музее Санкт-Петербурга.
- Вторая жена (с 1928 года) — Елена Константиновна Гальперина (1903—1987), артистка эстрады (мастер художественного слова), выпускница МГУ, соученица и близкая подруга литературоведа Э. Г. Герштейн; 
  - Дочери — Татьяна Александровна (род. 1934), художник-модельер, и Цецилия Александровна (Лиля, Лидия, род. 1939)[3]; работала в лекционном бюро Московского отдела народного образования.
- Третья жена (с 1945 года) — Надежда Георгиевна Навроцкая (1913—1999), архитектор.

## Память
- Александр Дейнека об Александре Осмёркине:

«Рассеянный мягкий лирик, любитель поэзии, человек абсолютного живописного слуха, артист без всякого „делячества“, беззаветно влюблённый в искусство, для которого оно было чем-то намного большим, чем любые практические мысли или вопросы тщеславия. Он прошёл через нас Дон Кихотом в искусстве».
- В Кропивницком (Кировоград), на родине художника, был открыт художественно-мемориальный музей А. А. Осмёркина.
- Выставка петербургских художников, учеников мастерской А. А. Осмёркина — «Памяти учителя».
- В телесериале «Вертинский» роль Осмёркина сыграл актёр Степан Девонин.